# August von Platen
Karl August Georg Maximilian Graf von Platen-Hallermünde (zw. także: August von Platen, August von Platen-Hallermünde, Graf von Platen; ur. 24 października 1796 w Ansbach, ob. płd. część Niemiec, zm. 5 grudnia 1835 w Syrakuzach na Sycylii) – niemiecki poeta i dramaturg.
Syn wysokiego urzędnika, kształcił się w szkole wojskowej w Monachium, następnie studiował filologię w Szwajcarii. Był zafascynowany postacią i filozofią Friedricha von Schellinga, teoretyka romantyzmu.
Debiutował tomikiem Ghaselen (pol. Gazele), inspirowanym poezją Bliskiego Wschodu. Jego poezja nie była dobrze przyjmowana w kręgach literackich ówczesnych Niemiec, toteż poeta przeniósł się na stałe do Włoch.
Popadł w konflikt z innym niemieckim poetą, Heinrichem Heine.
Zmarł podczas epidemii cholery na Sycylii. 